# دومباگامانا
دومباگامانا (به لاتین: Dombagammana) یک منطقهٔ مسکونی در سری‌لانکا است که در استان مرکزی (سری‌لانکا) واقع شده‌است.